# Only You (Yazooの曲)
「オンリー・ユー」（Only You）は、1982年にイギリスで発表された、ヤズーの楽曲。

## 概要
元々は作詞・作曲者のヴィンス・クラークが所属していたデペッシュ・モードの曲として作られたが、クラークが同バンドを脱退したため、その後、アリソン・モイエと共に結成された、ヤズーのデビューシングルとして発表された。この曲は全英ナショナルチャートで最高2位を記録するなど、ヤズーの最大のヒットとなり同ユニットの人気を決定付けただけでなく、フライング・ピケッツ（The Flying Pickets）による同曲のアカペラによるカヴァーは、1983年のクリスマスシーズンに全英ナショナルチャートで１位を獲得し、クラークの作った曲の中でも最大のヒットとなった。

## カバー
2015年にカイリー・ミノーグがジェームズ・コーデンとデュエットしてこの曲をカバーした。二人のバージョンはカイリーのアルバム『カイリー・クリスマス』に収録され、シングルとしてもリリースされた。

## その他
日本では1997年と1998年に、サントリーから当時限定醸造で販売された「麦の贅沢」と「小麦でつくったホワイトビール」のテレビCMで用いられた（用いられたのは、フライング・ピケッツのカヴァー）。当時のテレビCMには緒形直人が出演していた。